# Ludo Janssens
Ludo Janssens (Antwerpen, 19 april 1942) is een Belgisch voormalig wielrenner.

## Overwinningen
1961
- Brussel-Luik
- Druivenkoers Overijse

1962
- Boom
- Brabantse Pijl
- Hoegaarden
- Huldenberg
- Kumtich
- Nationale Sluitingsprijs
- Sint-Truiden
- 4e etappe Ronde van Levante
- Wilrijk
- Hoegaarden

1963
- Kessel - Lier
- Nandrin
- Ninove
- Omloop van Limburg

1964
- Assent
- Eeklo
- Lessines
- Zichem
- Zonnegem
- Nederbrakel

1965
- GP de Denain
- Oedelem
- Hoogstraten

## Resultaten in voornaamste wedstrijden
| Jaar | Ronde van Italië | Ronde van Frankrijk | Ronde van Spanje |
| ---- | ---------------- | ------------------- | ---------------- |
| 1961 |                  |                     |                  |
| 1962 |                  |                     |                  |
| 1963 |                  | 39e                 |                  |
| 1964 |                  |                     |                  |
| 1965 |                  |                     |                  |

| Jaar | Milaan-San Remo | Gent-Wevelgem | Ronde van Vlaanderen | Parijs-Roubaix | Parijs-Tours | Parijs-Brussel | Omloop Het Volk |
| ---- | --------------- | ------------- | -------------------- | -------------- | ------------ | -------------- | --------------- |
| 1961 |                 |               |                      |                | 5e           |                |                 |
| 1962 | 40e             |               | 17e                  | 24e            |              | 42e            | 47e             |
| 1963 |                 | 26e           | 25e                  |                |              | 61e            | Zilver          |
| 1964 |                 |               | 50e                  | 74e            | 27e          | 61e            |                 |
| 1965 |                 |               | 15e                  |                |              | 19e            | 8e              |